# Coppa del Brasile di rugby a 15 2007
La quarta edizione del campionato brasiliano di Serie B di rugby, che da questa edizione prende il nome di Coppa del Brasile, vide al via soltanto tre squadre iscritte, iniziò il 6 ottobre e si concluse il 25 ottobre con la vittoria del Belo Horizonte Rugby Clube.

## Squadre partecipanti
| Squadra  | Città          | Stato        |
| -------- | -------------- | ------------ |
| Jacareí  | Jacareí        | San Paolo    |
| Orixás   | Salvador       | Bahia        |
| BH Rugby | Belo Horizonte | Minas Gerais |

## Risultati
| Belo Horizonte 6 ottobre | BH Rugby | 27 – 12 | Jacareí | campo do UNI-BH |

| Salvador 13 ottobre | Orixás | 20 – 37 | BH Rugby | Stadio de Pituaçu |

| Jacareí 25 ottobre | Jacareí | 9 – 16 | Orixás | campo da ADC Cognis |

## Vincitore
| Coppa del Brasile di rugby 2007        |
| \|                                     |
| Belo Horizonte Rugby Clube (1º títolo) |
| -------------------------------------- |